# شوکورو
شوکورو (به مجاری: Sukoró) یک شهرداری در فیر، مجارستان در نزدیکی دریاچه وِلِنتسه واقع شده‌است.

## تاریخچه
در ۲۸ سپتامبر ۱۸۴۸ و در جریان انقلاب و جنگ استقلال، شوکورو محل برگزاری شورای نظامی برای شروع نبرد پاکوزد بود. لایوش باتیانی در کلیسای کالوینیسم روستا سخنرانی الهام‌بخشی خطاب به افسران وفادار به دودمان هابسبورگ برای پیوستن به نبرد پاکوزد ایراد کرد.